# Leptodactylus labyrinthicus
Leptodactylus labyrinthicus é uma espécie de anfíbio da família Leptodactylidae. Pode ser encontrada na Bolívia, Paraguai, Brasil e Argentina.